# Gaston Belhomme
Pour les articles homonymes, voir Belhomme.
Gaston Belhomme est un homme politique français né le 8 octobre 1848 à Saint-Vite (Lot-et-Garonne) et décédé le 14 avril 1931 à Fumel (Lot-et-Garonne).

## Biographie
Après des études à Paris, il se lance dans les Travaux publics, puis crée une fabrique de chaux et ciments. Il est conseiller municipal de Fumel de 1881 à 1896 et de 1900 à 1912 et conseiller général de 1889 à 1925. Il est sénateur radical-socialiste de Lot-et-Garonne de 1906 à 1920.